# Abdisalam Ibrahim
Abdisalam Ibrahim, plus communément appelé Abdi Ibrahim, né le 1er mai 1991 à Mogadiscio en Somalie, est un footballeur international norvégien d'origine somalienne qui évolue au poste de milieu défensif.

## Biographie

### Début de carrière
Abdisalam Ibrahim part de la Somalie en 1998 pour la Norvège avec sa famille. Il commence sa carrière en junior avec Øyer-Tretten avant de passer à Lørenskog. Il joue ensuite pour Fjellhamar. Il fait ses débuts en équipe première en troisième division.

### Manchester City
En 2007, Ibrahim signe un contrat de quatre ans avec le centre de formation de Manchester City, à compter du 1er juillet 2007. Au printemps de 2008, il est dans l'équipe gagnante de la finale de la FA Youth Cup, au cours de laquelle Manchester City bat Chelsea (4-2). 
À l'âge de 18 ans, son style de jeu est comparé à celui de son coéquipier Patrick Vieira par certains du club.
Ibrahim fait ses débuts en équipe première le 24 janvier 2010, durant un match de la coupe d'Angleterre contre Scunthorpe United (victoire 4-2). Il est sur le banc lors de la défaite 3-1 face à Manchester United en demi-finale de la coupe de la Ligue à Old Trafford, ainsi que le match contre Portsmouth à Fratton Park le 31 janvier. 
Le 21 février 2010, il fait ses débuts en Premier League contre Liverpool. Il entre à la 75e minute à la place de Stephen Ireland (0-0). Ibrahim est récompensé par un nouveau contrat le 7 avril 2010, le liant au club jusqu'en 2014. Ibrahim fait ses débuts en coupe de la Ligue contre West Bromwich Albion (défaite 2-1), le 22 septembre 2010.
Le 14 janvier 2011, il se joint à Scunthorpe United en prêt pendant un mois, cette période de prêt étant ensuite étendu à la mi-février jusqu'à la fin de la saison. Il joue onze matchs en Championship.
Le 31 juillet 2011, il s'engage en Eredivisie avec le NEC Nimègue sur une saison en prêt. Ibrahim joue deux matchs de coupe et huit matchs de championnat en marquant un but. Le prêt est arrêté le 22 mars sur consentement mutuel car Ibrahim ne veut plus rester continuellement sur le banc de touche. 
Ibrahim passe la deuxième moitié de la saison 2012 en prêt à Strømsgodset, avant d'être de nouveau prêté envers ce même club pour six mois en janvier 2013. Lors de la saison 2013, Ibrahim joue 27 matchs pour Strømsgodset. L'équipe remporte la Tippeligaen, ce qui constitue son premier titre en tant que pro.
Le 22 janvier 2014, Ibrahim est libéré de son contrat avec Manchester City.

### Olympiakos
Le 24 janvier 2014, Ibrahim rejoint le club grec de l'Olympiakos sur un contrat de trois ans et demi, soit jusqu'à la fin de la saison 2016-17. Il est immédiatement prêté jusqu'à la fin de la saison à l'Ergotelis Héraklion
Ibrahim fait ses débuts pour l'Ergotelis en Superleague contre Panionios le 2 février 2014 (victoire 1-0).

### Équipe nationale
Abdisalam Ibrahim est convoqué pour la première fois par le sélectionneur national Per-Mathias Høgmo pour un match amical face à la Moldavie le 15 janvier 2014. Il entre à la 63e minute à la place d'Harmeet Singh (victoire 2-1). 
Il compte deux sélections et zéro but avec l'équipe de Norvège depuis 2014.

## Palmarès
- Avec Manchester City :
  - vainqueur de la FA Youth Cup en 2008.

- Avec Strømsgodset IF :
  - champion de Norvège en 2013.

## Statistiques

### Statistiques en club
| Saison                | Club                  | Championnat           | Championnat | Championnat | Coupe(s) nationale(s) | Coupe(s) nationale(s) | Compétition(s) continentale(s) | Compétition(s) continentale(s) | Compétition(s) continentale(s) | Norvège | Norvège | Total | Total |
| Saison                | Club                  | Division              | M.          | B.          | M.                    | B.                    | Comp.                          | M.                             | B.                             | M.      | B.      | M.    | B.    |
| 2009 - 2010           | Manchester City       | Premier League        | 1           | 0           | 1                     | 0                     | -                              | -                              | -                              | -       | -       | 2     | 0     |
| 2010 - 2011           | Manchester City       | Premier League        | -           | -           | 1                     | 0                     | -                              | -                              | -                              | -       | -       | 1     | 0     |
| 2010 - 2011           | Scunthorpe United     | Championship          | 11          | 0           | -                     | -                     | -                              | -                              | -                              | -       | -       | 11    | 0     |
| 2011 - 2012           | NEC Nimègue           | Eredivisie            | 8           | 1           | 2                     | 0                     | -                              | -                              | -                              | -       | -       | 10    | 1     |
| 2012                  | Strømsgodset          | Tippeligaen           | 11          | 3           | 1                     | 0                     | -                              | -                              | -                              | -       | -       | 12    | 3     |
| 2013                  | Strømsgodset          | Tippeligaen           | 27          | 2           | 1                     | 0                     | C3                             | 4                              | 0                              | 2       | 0       | 34    | 2     |
| 2013 - 2014           | Ergotelis Héraklion   | Superleague           | 2           | 0           | -                     | -                     | -                              | -                              | -                              | -       | -       | 2     | 0     |
| Total sur la carrière | Total sur la carrière | Total sur la carrière | 60          | 6           | 6                     | 0                     | -                              | 4                              | 0                              | 2       | 0       | 72    | 6     |

1. ↑  Jusqu'en janvier 2011.